# 월명종합경기장 야구장
월명종합경기장 야구장(群山 月明綜合運動場 野球場, Wolmyeong Baseball Stadium)은 전북특별자치도 군산시 개정동에 있는 야구장이다. 2001년부터 2013년까지 KIA 타이거즈의 제2 홈구장으로 사용하였다.

## 개요
1972년 "역전의 명수"라는 별칭을 갖고 있는 군산상고 야구부가 황금사자기 고교 야구 대회에서 우승한 뒤 1970~1980년대 호남 지역 야구가 맹위를 떨치자 군산시에 야구 붐이 조성되었고, 1989년 5월에 야구장을 개장했다.
1990년 전라북도를 연고로 하는 팀 쌍방울 레이더스가 창단되자 전주종합경기장 야구장과 함께 쌍방울 레이더스의 제2 홈구장으로 사용되었는데, 1992년부터 1993년까지는 미약한 경기장 사정과 적은 수익 탓인지 프로야구 경기가 열리지 않았다. 쌍방울 레이더스가 2000년 모기업의 부도와 함께 해체되자 군산야구장에는 한동안 프로야구 경기가 개최되지 않았다.
쌍방울 레이더스의 해체 후 2001년 전라북도의 연고권이 KIA 타이거즈에게 반환된 후 KIA 타이거즈의 제2 홈구장으로써 1년에 12~21경기씩 경기가 개최되었지만 2002년에는 미약한 경기장 사정과 적은 수익, 2003년에는 전국체육대회 개최 관계로  프로야구 경기가 없었다. 2006년 구장의 노후화로 KIA 타이거즈가 홈 경기 개최에 난색을 표하자, 군산시청에서 2008년까지 구장 개·보수를 단행하여 경기가 열리지 않았다. 이 때 천연잔디였던 내·외야를 인조잔디로 모두 교체하였다. 또한 좌석을 15,000석에서 11,000석으로 축소하여 협소했던 좌석간의 공간을 넓히는 작업 또한 병행하였다. 중앙 펜스 길이는 122m로 긴 편이며, 좌우 펜스는 각각 98m이다. 2009년에 프로야구 경기가 재개되었는데, 그 해 KIA 타이거즈는 이 구장에서 정규리그 우승을 확정지었다.
2010년에는 총 사업비 2억 5,500만 원을 투입해 락카룸, 샤워실 보수, 지정석 등 의자교체(885석), 음향설비 교체, 전광판 및 전기시설 보강, 노후 스피커, 음향, 믹서 등 음향시설 교체, 전광판 표시부 LED 모듈 일부 교체 및 운영시스템 개선, 조명타워(6기) 보수 및 기타 전기시설 보강 등 노후된 시설장비를 교체하고 미비한 편의시설을 보완하였다.
이후 군산시청은 2012년부터 2013년까지 월명야구장 내 인조잔디, 관중석을 보수하고 기존 13,176m2 규모의 구형 전광판을 15억원의 신형 전광판으로 교체하는 등 각 시설에 대한 개보수 사업을 실시하는데 20여억 원을 투입했다. 관중 1만 명 가량을 수용할 수 있는 군산 월명야구장은 중앙 122m와 1·3루 98m 등의 시설을 갖춰 1군 프로야구 경기를 충분히 치를 수 있으나, KIA 타이거즈는 지난 2009년부터 2013년까지 5년간 제2홈구장으로 군산야구장을 활용하면서 12 ~ 21경기를 치른 후 2014년부터 단 한 경기도 치러지지 않고 있는 실정이다. 2014년 광주에 KIA 타이거즈의 전용구장인 광주기아챔피언스필드가 개장한 이후 광주광역시와 입점 상인들이 군산야구장 분산개최에 반대하고 있는 것으로 알려졌다. 또한 2015년에도 프로야구가 한창 열기를 올리고 있지만 전북 지역 야구팬들은 시간과 경제적 비용을 감수하고 광주 등 타 지역의 야구장을 찾고 있는 상황이다. 군산시는 KIA 타이거즈 측에 군산 경기개최를 요청하고 있지만, 광주기아챔피언스필드의 임대광고 수입과 원정 부담 등의 이유로 관철되지 못하고 있다. 지역 정서와도 맞지 않아 영 ·호남의 정서로 인하여 이에 따라 군산시는 군산상고와 전주고 야구부에 대한 신인드래프트 1차 지명권을 가지고 있는 NC 다이노스 측과 월명야구장을 제2홈구장으로 사용하는 것에 대한 협의를 벌였지만 1차 지명권과 제2홈구장 경기는 엄연히 별개의 사안이기에 조용히 접었다. 지금 정서는 KIA 타이거즈로 경기 재개는 아직 미정이다.